# Ліс Міфаго
«Ліс Міфаго» (англ. Mythago Wood) — роман у жанрі фентезі, написаний Робертом Голдстоком (англ. Robert Paul Holdstock) і опублікований в Англії в 1984 році. Ще у 1979 Голдсток написав оповідання для Міллфордської майстерні письменників; потім, у вересні 1981 року, у «Журналі Фентезі та наукової фантастики» з'явилася повість із таким самим ім'ям. Вона і розпочала серію повістей і романів, яку зараз називають «Ліс Міфаго» або «Райхоупский Ліс».
Роман «Ліс Міфаго» можна віднести до жанру «міфологічного фентезі». Він завоював Всесвітню премію фентезі за 1985 рік, а також Премію Британської Асоціації Наукової Фантастики за 1985 рік (у номінації найкращий роман). Був перекладений на французьку, німецьку, польську, фінську, італійську, іспанську та російську мови.

## Райгоупський Ліс
Ліс Міфаго знаходиться в Херефордшир, Англія, у величезному Райхоупскому маєтку. Він є залишком первісного лісу, який колись вкривав всю Англію. У романі розповідається історія сім'ї Гакслі, зокрема — Стівена Хакслі, та історія його взаємин із загадковим лісом і його мешканцями.
Райхоупский Ліс — вигаданий світ, створений Робертом Голдстоком для його повісті «Ліс Міфаго», опублікованій в 1981 р. і став значно більш знаменитим після виходу в 1984 р. однойменного роману. У ньому відбувається дія майже всіх романів і повістей циклу, за винятком «Ліси Мерліна», дія якого відбувається в магічному лісі Броселіанд, у Франції.
Райхоупский Ліс є древньою лісовою країною, яка виникла після останнього льодовикового періоду і не була пошкоджена цивілізацією; зовні він здається лісовим масивом не більше п'яти квадратних кілометрів. Райхоупский Ліс — це паралельний всесвіт, який перетинається з частиною реального світу. Всередині він значно більше, ніж зовні, і чим далі проникаєш в нього, тим більше, старше і густіше він стає. В самій чащі знаходиться серце лісу, Лавондисс, світ льодовикового періоду.
Джон Клют назвав цей ліс «глибинним хтонічним резонатором», тому що він створює міфічні образи, або міфаго, тобто творіння (тварини, звірі, люди і будови), згенеровані з давніх міфів і підсвідомих спогадів, що збереглися в пам'яті людей. Ось як сама книга визначає міфаго: «ідеалізований образ міфічного створіння». Міфаго небезпечні, але якщо вони залишаються занадто довго далеко від лісу, вони вироджуються і вмирають. Вони утворюються з людських міфів, і мають різну зовнішність і характер, в залежності від спогадів людини, що створює їх. В результаті з'являються різні образи — короля Артура, Робін Гуда та інших міфологічних героїв; вони виглядають і діють по-різному, хоча володіють однаковими основними якостями і діють за «правилами», які встановив для них їхній міф.
Навколо райхоупского лісу живе небагато людей, тому в лісовій країні зовсім мало міфаго. Джордж Хакслі зацікавився лісом і результатами його діяльності в 30-ті роки, і створив більше міфаго, ніж зазвичай виникало в одному місці в один час. У наступних романах циклу з'ясовується, що міфаго можуть бути створені свідомо і тягнуться до свого творця. Крім створення живих міфаго, ліс також генерує архетипи античних місць, від замків до маленьких сіл. У романі Лавондисс, який продовжує роман Ліс Міфаго, вони називаються зоною примар.
До серця лісу ведуть тільки чотири шляхи; не знаючи їх, проникнути в ліс практично неможливо. Крім того ліс містить «гнізда», які описуються як місця «відсутності магії», або стежки під світом. Гнізда функціонують як червоточини, по яким міфаго і звичайні люди можуть подорожувати крізь простір і час. Проходячи через таку червоточину можна здійснити подорож у часі. Райхоупский ліс магічно відбиває будь-яку спробу чужої людини потрапити в нього: у людини з'являється дезорієнтація, на шляху прибульця встають непроникні зарості кущів, величезні озера і бурхливі річки. Повітряний захист не дає літакам підлітати до нього занадто близько: вихори збивають літак з курсу.
Час в лісі тече по-іншому. За день звичайного світу в лісі може пройти тиждень або навіть більше, в залежності від області лісу. Області, в яких час тече виключно повільно, описані в романі «Гнізда».

## Сюжет
Події роману відбуваються між 1946 і 1948 роками, відразу після Другої світової війни. Відновившись після важкого поранення, Стівен Хакслі повертається зі служби в армії до свого старшому брата Крістіана, який живе один на їх фермі Оак Лодж, прямо на краю райхоупского лісу. Їх батько помер зовсім недавно; мати померла кількома роками раніше.
Крістіан збентежений і заінтригований зустріччю з одним із міфаго. Він пояснює Стівену загадку лісу. Стівен збентежений і не дуже вірить йому: вони обидва бачили міфаго в дитинстві, але батько стверджував, що це просто мандрівні цигани. Крістіан все частіше і частіше повертається в ліс, поступово стаючи міфологічною персоною. Тим часом Стівен читає дослідження свого батька та його друга, Вінн-Джонса. Він навіть їде до дочки Вінн-Джонса, Енні Хайден, і намагається знайти зниклі сторінки щоденника батька. Стівен також зустрічається з Гаррі Кітоном, колишнім військовим льотчиком. Кітон побував в такому ж лісі у Франції, і отримав страшний опік на обличчі.
В лісі він побачив прекрасне місто, і тепер намагається знайти його. Стівен і Гаррі намагаються сфотографувати Райхоупский ліс з повітря, але нездоланний вітер збиває їх маленький літак з курсу кожен раз, коли вони намагаються пролетіти над лісом. Незабаром Стівен зустрічається з іншими міфаго (і постарілим братом). Щоб врятувати дівчину міфаго по імені Гуівеннет він повинен проникнути в самі глибини лісу. Кітон йде з ним.

## Персонажі-Люди
- Стівен Гакслі — головний герой роману. Він народився у 1927 чи 1928 році; під час подій роману йому ледве виповнилося двадцять років.
- Енні Гайден — дочка Едварда Уїнн-Джонса.
- Крістіан Гакслі — старший брат Стівена Гакслі. У райгоупському лісі стає «Вигнанцем» і викликає хаос у лісовій країні.
- Джордж Гакслі — батько Стівена і Крістіана. Він помер у віці п'ятдесяти п'яти років від легеневої хвороби. У Гніздах і Кістяне Лісі з'ясовується, що Джордж був високою худою людиною, психологом, навчався у Карла Юнга. Він також вивчав археологію і захоплювався міфом. Вивчаючи Райгоупський ліс, він написав шість томів наукових досліджень, щоденник і склав детальну карту.
- Дженніфер Гакслі — дружина Джорджа і мати Стівена і Крістіана. Вона згадується лише в Лісі Міфаго, але її самогубство є основним елементом у романі Ворота зі Слонової Кістки, Рогові Ворота.
- Гаррі Кітон — колишній військовий льотчик, який супроводжує Стівена в ліс.
- Едвард Вінн-Джонс — дослідник у галузі історичної антропології, викладає в Оксфорді. Вінн-Джонс — крихітний нервовий чоловік, який завжди курить трубку. Він приблизно віку Джорджа Хакслі. Вони вивчають ліс з 30-х років. Вінн-Джонс створив спеціальне обладнання для інтеракції з паранормальними структурами райгоупс кого лісу. У квітні 1942 року зникає у лісі.

## Міфаго
- Кухулін — мисливець з величезною мисливською собакою, який одного разу зустрічається Стівену за Оак Лоджем. Собака приводить Стівена до могили попередньої інкарнації Гуівеннет.
- Болотник — вправний воїн, командує групою міфаго по імені 'Яструби'. Болотник і яструби служать охоронцями Крістіана під час подорожі в серці райхоупского лісу.
- Гуівеннет з зеленого лісу (також Гуїн) — Міфаго-жінка, (зазвичай дівчина 17—18 років), з Бронзової доби. Протягом людської історії вона з'являлася в різних інкарнаціях, включаючи протоміф про дівчину з Римської Британії; вона — прояв хтонічного божества землі, юна принцеса-воїн, і, одночасно, королева Джиневра.[2] Кожна інкарнація Гуівеннет має свої особливості, деякі дуже агресивні, інші спокусливі, і пов'язані найрізноманітнішими відносинами з родиною Кітонів.
- Сортхалан — чоловік, шаман і некромант, який може створювати і управляти міфаго, включаючи сильфов і елементалів повітря. Він також відомий під ім'ям Фрейя, що означає «друг».
- Сучковик — чоловік з рудим волоссям і короною з сучків. Він тягне жалюгідне існування на краї райхоупского лісу.
- Урскумуг — людина-вепр. Являє собою першого героя з ранніх міфів. Урскумуг, імовірно, створений Джорджем Хакслі. Він у два рази вище людини, недоброзичливий і є дуже древньою варіацією дикої людини (вудвоса).

## Літературна значущість

### Критика
Протягом багатьох років «Ліс Мифаго» привертає до себе увагу критиків, з різних причин. Один з оглядачів Орсон Скотт Кард описує його як твір "для читачів, які хочуть витратити час і зусилля, і дати письменнику описати неймовірний світ, населений живими героями.
Особливо критиків зацікавило те, що головні дії роману відбуваються в багатому магією кельтській лісі, існуючим пліч-о-пліч з сучасним світом. Наприклад, в одному з досліджень жанру фентезі Ліс Міфаго і Лавондісс були відзначені саме за те, що вони є чистою фантазією, яка відбувається у передовому і приголомшливо звичайному світі. Згідно ще одному сучасному досліднику Толкіна, Ліс Міфаго і Лавондісс — два шедеври фантазії Холдстока, побудованих на жорсткій основі. Ці твори тісно пов'язані з традиціями Британії, з її оригінальністю; вони вміло співвіднесені з її усною культурою. Такі елементи роману як Зелена людина, шаманізм, люди з неоліту та дорімскі поселення повністю запозичені з кельтської традиції. Критик відзначає багатство архетипів і робить висновок, що в жанрі фентезі Ліс Міфаго і Ліс Мерліна можуть вважатися базовими працями, бо Холдсток проник в ліс набагато глибше, ніж будь-який інший автор містики. Майкл Муркок вважає, що в Лісі Міфаго досягнута не тільки унікальна єдність ландшафту і його мешканців, але і єдність мрії і оточення. Муркок зауважує, що на Ліс Міфаго вплинула Золота Гілка відомого англійського релігієзнавця й етнолога Джеймса Фрезера. Муркок також відзначає загальні елементи між Лісом Міфаго і поемою Джорджа Мередіта Ліси Вестермейна.

### Спіритичні елементи
Райхоупскій ліс являє собою дохристиянську Британію, з язичниками і шаманами. Один з дослідників міфології зауважує, що смерть і битви залишаються найпомітнішою частиною англійських романів. Одне з досліджень розглядає те, як в Лісі Міфаго «елементи роману співвідносяться з язичницькою картиною світу». Критик стверджує, що Ліс Міфаго не написаний спеціально для язичників, але самі механізми Райхоупского лісу заперечують науку і дозволяють відбуватися подіям, які легко можуть бути зрозумілі язичниками.

### Філософська основа роману
«Ліс Міфаго» Роберта Голдстока можна прочитати як «подорож у серце душі.» Історія, яка відбувається в романі, звичайно розглядається як «внутрішня спіраль», в якій протагоністи піддаються жорстоким і руйнуючим метаморфозам у важких обставинах. Механізм міфаго був створений з поняття «підсвідомий зв'язок», розробленого Карлом Юнгом для його філософського розуміння душі (як психологічного феномену). Міфаго втілюють юнгівські архетипи, тому що вони залежать від підсвідомості, а не від пам'яті індивіда. Маючи на увазі це філософське визначення, Кім Ньюман зауважує, що цикл являє собою «роздуми про природу колективної свідомості.» Ніколас Ріддік стверджує: «Ліс Мифаго Роберта Голдстока можна прочитати як подорож в серце душі». Брайан Олдісс каже, що «Райхоупскій Ліс є чудовою метафорою для наших душевних лабіринтів» в якій «філогенетика пригнічує онтогенез» в усьому, що стосується історії людини і долі. Коли Стівен і Крістіан зустрічаються з Урскумугом, які мають окремі риси їхнього батька, вони ведуть себе «по Фрейду».

## Нагороди
- Новела Ліс Міфаго отримала нагороду BSFA Award for Best Novelза найкращу новелу 1981 року;
- Новела Ліс Міфаго виграв Всесвітню премію Фентезі (World Fantasy Award) за найкращий роман 1985 року;
- Роман Ліс Міфаго виграв BSFA Award премія за найкращий роман в 1984 року;
- Повний роман Ліс Міфаго виграв Всесвітню премію Фентезі (World Fantasy Award) за найкращий роман в 1985 році;
- Повний роман Ліс Міфаго виграв Grand Prix de l'Imaginaire в категорії спеціальний Гран-Прі в 2003 році;
- Ліс Міфаго був опублікований як один із шедеврів Фентезі-серіалу Істон прес (Easton Press);